# 南央美
南 央美（みなみ おみ、1968年7月13日 - ）は、日本の女性声優、エッセイスト、コラムニスト。東京都出身。ポマランチ所属。

## 略歴

### 生い立ち
小さい頃から男の子向けの番組を観て育ち、『ウルトラマン』などの観た記憶がない怪獣の名前まで全部知っていたり、心は男の子であったという。
3歳の時にはクラシックバレエを始め、プリマを目指していた。
小学3年生からの2年間は、進学校だったこともあり競争社会で、いじめられっ子であった。一人っ子で大人と一緒にいることが多く、周囲に同世代の人物がいなかったせいで、ずっと人見知りで引っ込み思案で、人に言われていたことですぐ傷ついたりもしていた。当時は身体も弱く、よく病気になったりもしており、身体も心も弱いのが嫌だったと語る。その経験から「強くなりたい」と思ったという。
中学校の進学で、「バラ色の人生」になったという。中学、高校時代は女子校で、規則がすごく厳しいところだったが、人数が少なく皆団結していた。後述のジャパンアクションクラブのことも皆で内緒にしてくれたという。
幼少時代、『バトルフィーバーJ』や『太陽戦隊サンバルカン』などの「スーパー戦隊シリーズ」が好きで、父も戦隊ものが好きだったという。自分も戦隊物に出演しようと思ったことや強くなりたかったことからヒーローに憧れ、高校時代JACに入った。JACの先輩に富沢美智恵がいる。その時は元々『仮面ライダー』のショッカー戦闘員などの悪役を演じたかったという。JACに入ったのは、小さい子供が好きで、子供が喜んでくれる仕事をしたかったからだという。真田広之に会いたくてオーディションに受けに行っていたとも語る。書類は出したような気がしていたが、覚えておらず、「何次審査があるから来い」と言われ、そのオーディションで「審査員：真田広之」と書いてあったのをみて「あ、会える！」と思って行っただけだった。それで行ってみたところ、「前転、後転をやるとその子の運動神経がわかるんです」とマット運動させられ、色々した後に列で並ばされていたところ、前の方に真田がいた。ほかにも審査員に千葉真一がおり、千葉の方に呼ばれ、「私は真田さんに」と言っていたが、結局千葉の方で面接することになり、真田には会えなかった。小さかった事もあり、面接の時千葉が制服姿の南を見て「君、女学生？」、「明日から来れる？」、「遊びにおいで」と言われ合格したという。親も驚いている間にレッスンに行くことになり、当時はクラブ活動のようだった。

### キャリア
当時の南は最年少で「ラッキー」という形で入ったが、その後が大変だった。入った途端にレッスンで、1日目には「はい、じゃあ軽く腹筋50回ね」と言われて、腕立て、腹筋、背筋1クール10回で、60回ぐらいまで行った。根性だけはあったが、2、30回いくのが精一杯だった。周囲の先輩方は、女性でも体格のいい人物が多かったが、南は身体が小さく、コーチからも「どうして入れたんだ?」と言われた。バレエを3歳の頃からやっていたため身体は柔らかいが、生まれつき筋肉がなく腕立て伏せが一回も出来ないほどだった。しかし、バク転ができなくても、皆でニコニコと、「央美ガンバレ」と見守ってくれたという。高いところから落ちるものは好きだったがあまり得意ではなく、体重があまりないため、風が吹くと飛ばされてしまい、ちゃんと落ちることができなかった。横風が吹いていると、「はい、央美はダメ」と言われてしまったという。
最年少として厳しいレッスンに励んでいたが、2年後に投げられるシーンのレッスンで、腰に怪我をしてしまった。その時に医者に行っていたところ、「このまま続けていると一生治らない」と言われて、JACを退所することになった。前述のJACで怪我をしていた時に、JACよりも小さい頃から続けていたバレエがだめになったことのほうがショックだった。しかしすぐに良い方に考える性格のため、「あー失敗した、プリマになれなかったじゃん、でもまた私ができることが何かあるだろう」と思っていた。その時に高校の友人の1人から「身体をそこまで使わなくても、声で演技する仕事もあるよ。やってみたら？」と勧められ、その友人が好きだった声優の話を聞き、初めて声優の存在を知り、声優の道を志す。なお、その当時の怪我は完治したという。
1982年、中学2年で勝田声優学院に入学（第1期生）。同期は伊藤美紀、岡本麻弥がいた。
日本ナレーション演技研究所出身。中央大学法学部卒業。
偶々アニメの主役を決める全国オーディションに合格したが、その主役を演じていた人物が決まっており、「ライバル役にしよう」と言われた。しかし小さ過ぎること、子役ではないためレッスンをしなくてはならず、一回外されて、「半年後頑張れ」といった感じで半年後に声優デビューしたという。
1985年に『小さな森の精 あいあむ!スマーフ』のハンディ役で声優デビュー。
親との約束で大学に進学するため、一度だけ仕事をしていた後に一時中断し、1990年に正式デビューしてからは大学に在学しながら声優の仕事を始める。初めて行ったアフレコ現場では、JAC時代の先輩でもあった富沢美智恵と再会し、彼女が声を掛けてくれたのが嬉しかったという。一方、女の子の中で育ってきたことから、声優になって当初は男性とどう喋ったらいいかわからなかったという。
1997年のインタビューでは、JACも声優も目標的には同じで、声優として活動をしてすごく幸せだという。
『まんがライフMOMO』（竹書房）で、自身の通販ライフを記した「通販BINちゃん生活」を執筆していた（2010年10月号で連載終了）。2012年10月号から同誌が休刊した2019年1月号まで「おみ不思議夜話」を執筆連載。
以前はアーツビジョン、ぷろだくしょんバオバブ、大沢事務所に所属していた。2012年3月からはポマランチ所属。

### 現在まで
2014年から、声優スクール「スタジオにょっき」の所長を務めている。

## 人物
よく名前を「なおみ」と間違われることが多い。
霊感が強く、小さい頃から霊が見えたりしている。その霊感の強さから、川瀬敏文に「当たり馬券教えて」と聞かれて、「儲けようとすると駄目なんです」と断ったことがある。

### 趣味・嗜好
好きな色はオレンジ色。
趣味はイラスト、水族館巡り、太極拳、通信販売など。特技は催眠カウンセラー、書道、乗馬。乗馬については、遊園地の牧場で乗って以来毎年言っており、「客引き」と言われて50周はしていたという。

### 特色・役柄
島田秀平から「素晴らしいお声の持ち主」と評されている。高音域の声質で、内気役から快活な役まで様々なタイプの少年、生き生きとした子供や少女・女性キャラクターの声を演じている。特に『機動戦艦ナデシコ』のホシノ・ルリ役は「バカばっか」の台詞と共に代表キャラクターとなった。
『しましまとらのしまじろう』より主役のしまじろうを担当し、現在も『しまじろうのわお!』に出演中。『こどもちゃれんじ』の教材やCMなどのしまじろうの声もあてている。
仕事をする上でのモットーは「そのキャラクターとして自分が感じた気持ちを見た人に伝わって、一緒に楽しむこと」。本人によると、間違い電話をかけてきた男性を声で魅了したことがある。男性は間違いだとわかって一度切ったものの「君の声が気に入ったから」と再び電話をかけてきたという。

### 出演作について
『しましまとらのしまじろう』のしまじろう役で、子供たちに「しまちゃ〜ん」と呼ばれているという。2023年に『島田秀平のお怪談巡り』に出演していた際には、島田秀平の子供はしまじろうが好きで、コンサートに何回も行かせているが、それに対して南は小さい子供には「しまじろうに会ったよ」、「今日お父さんしまじろうに会ってきたんだよ」と言って、南の名前を出さないようにと語り、幼稚園児以下の皆には「しまじろうだったよ」とイメージしてくれれば、とも語る。
『機動戦艦ナデシコ』のホシノ・ルリ役は、珍しく感情を抑えた役であった。ルリ役を演じた当初は大変であったといい、初めて声を出した時は、「もっと感情を抑えて」、「もっと抑えて棒読みで」と言われた。しかし中々感情を抑えることができなかったという。ルリのセリフは、科学的なことの説明といった難しいものばかりで、最初の頃はどんなキャラなのかよく分からなかったが、演じるうちに自分の中で、ルリに関するイメージがだんだん固まってきた。ルリはどんなキャラなのかスタッフと話し合いながら役作りをしており、その時に脚本家の首藤剛志に聞いて見たところ、「僕の考えるルリは普通の娘だよ」と言われ、南自身もそう思った。ルリが初めて感情を出す場面は「やっていいんですねー！」と嬉しく感じ、「彼女の感情を作っているのは声優である私なんだ」、「音として感情が出なくても、この娘が心の中でどんなに考えているかが、ほんのちょっとでも出れば」と思い演じていたという。2024年10月1日付けのツイートで南にとっては『機動戦艦ナデシコ』は大切な作品だと語る。

## 出演
太字はメインキャラクター。

### テレビアニメ
1989年
- それいけ!アンパンマン（1989年 - 1999年、レモンちゃん〈2代目→5代目〉、えのぐぼうや（青）〈初代〉、ナットーマン、白ういろう〈2代目〉、かまあげうどんさん、アロエくん〈初代〉）

1990年
- からくり剣豪伝ムサシロード（ニケン）
- 桃太郎伝説 PEACHBOY LEGEND（少年C）

1991年
- おちゃめなふたご クレア学院物語（ベリンダ・タワー）
- おばけのホーリー（ブラッシー）
- OH!MYコンブ（試食一郎、甘栗マロン）
- ジャンケンマン（子供A）
- 燃えろ!トップストライカー（マイケル）
- RPG伝説ヘポイ（ガマゾネスA、女山賊）

1992年
- 風の中の少女 金髪のジェニー（メリー）
- 元気爆発ガンバルガー（1992年 - 1993年、風祭鷹介 / ブルーガンバー）
- ゲンジ通信あげだま（生徒A、生徒）
- 超電動ロボ 鉄人28号FX（ジュン）
- 花の魔法使いマリーベル（トゲトゲ草、花の妖精）
- 見ると強くなる 痛快!横綱アニメ ああ播磨灘（大作）

1993年
- しましまとらのしまじろう（しまじろう、りり）
- 南国少年パプワくん（フッくん）

1994年
- 覇王大系リューナイト（少年、女性兵士）
- ハックルベリー・フィン物語（看護婦）
- 美少女戦士セーラームーンS（ドアノブダー）

1995年
- 黄金勇者ゴルドラン（1995年 - 1996年、原島拓矢〈タクヤ〉）
- 美少女戦士セーラームーンSS（ナナ子）
- 魔法陣グルグル（ルシム）

1996年
- いじわるばあさん（ユリ、アキラ）
- 快傑ゾロ（娘、子供）
- 機動戦艦ナデシコ（1996年 - 1997年、ホシノ・ルリ、国分寺ナナコ）
- こどものおもちゃ（加村直澄、黒崎祥子、羽山小春）
- 逮捕しちゃうぞ（まどか）
- ドラえもん（テレビ朝日版第1期）（兄、女の子B、ノビータ、少年B、キイちゃん、おねえさん）
- 爆走兄弟レッツ&ゴー!!（子供B）
- はじめ人間ゴン（星の王子）

1997年
- エルフを狩るモノたちII（伝説の魔道士）
- CLAMP学園探偵団（伊集院玲）
- クレヨンしんちゃん（1997年 - 2023年、原恵子、ななほ、羽仁加味夫、ヒデカズ、タカシ、ひとし、シロちゃん 他）
- 超者ライディーン（パオ、トシオ）
- はれときどきぶた（畠山則安〈十円安〉）
- フォーチュン・クエストL（デイジー）
- マスターモスキートン'99（アキタ・コマチ）

1998年
- Weiß kreuz（佐久間翔太）
- おじゃる丸（1998年 -、アカネ、ニコリン坊 他）
- セクシーコマンドー外伝 すごいよ!!マサルさん（めそ、桜田門凱）
- 魔術士オーフェン（1998年 - 2000年、マジク・リン） - 2シリーズ
- 魔法のステージファンシーララ（結城あきる）
- まもって守護月天!（遠藤乎一郎、軒轅）

1999年
- 宇宙海賊ミトの大冒険（格芸院華風子） - 2シリーズ
- エクセル・サーガ（ハイアット）
- 週刊ストーリーランド（1999年 - 2000年、少女、電話）
- デ・ジ・キャラット（1999年 - 2001年、皆川拓郎 / ミナタク） - 1シリーズ + 特別編4本
- 天使になるもんっ!（エロス）
- 火魅子伝（キョウ）
- 無限のリヴァイアス（パット・キャンベル、カラボナ・ギニー、アラネア・デボン）

2000年
- 機巧奇傳ヒヲウ戦記（雪、ジョウブ）
- キョロちゃん（戦士a）
- ドキドキ♡伝説 魔法陣グルグル（ニケ）
- ドッとKONIちゃん（NARI）
- HAND MAID メイ（サイバドール・ケイ）
- 六門天外モンコレナイト（真珠の人魚姫）

2001年
- あぃまぃみぃ!ストロベリー・エッグ（梅田美保）
- だいすき!ぶぶチャチャ（タウ・ディントン）
- テイルズ オブ エターニア THE ANIMATION（メルディ）
- 爆転シュート ベイブレード（オリビエ）
- FF：U 〜ファイナルファンタジー:アンリミテッド〜（サギ）
- フルーツバスケット（花島恵）

2002年
- アクエリアンエイジ Sign for Evolution（宝月明日見）
- おねがい☆ティーチャー（草薙こずえ）
- キディ・グレイド（ドヴェルグ）
- 激闘!クラッシュギアTURBO（カルロス・フェラン）
- G-onらいだーす（嵐山セーラ）
- トータリー・スパイズ!（アレックス）
- HAPPY★LESSON（健太）
- ぱにょぱにょデ・ジ・キャラット（少女）
- 円盤皇女ワるきゅーレ（2002年 - 2003年、時野リカ） - 2シリーズ
- ロックマンエグゼ（2002年 - 2006年、サロマ / 黒バラ仮面） - 3シリーズ

2003年
- 朝霧の巫女（子供の忠尋）
- アストロボーイ・鉄腕アトム（ビリー）
- E'S OTHERWISE（幼いジュマ）
- スクラップド・プリンセス（エイローテ・ボーチャード）
- 高橋留美子劇場（浩太）
- デ・ジ・キャラットにょ（面茶きよし）
- ポポロクロイス（ピノン）
- 魔探偵ロキRAGNAROK（ヘル）

2004年
- 神無月の巫女（ユキヒト）
- せんせいのお時間（鈴木みか）
- tactics（むーちゃん、レイコ）
- みどりのくにのこえだちゃん（りすちゃん、ひまわりちゃん）
- モンキーターンV（光瀬晶）
- レジェンズ 甦る竜王伝説（ディーノ・スパークス）

2005年
- はっぴぃセブン 〜ざ・テレビまんが〜（寿みな・なみ）
- ガン×ソード（ヨアンナ）

2006年
- ケモノヅメ（姫子）
- コードギアス 反逆のルルーシュ（2006年 - 2007年、ユーフェミア・リ・ブリタニア）
- 地獄少女（ニナ）
- ゼーガペイン（メイヴェル・トランスフェイル）
- ドラえもん（テレビ朝日版第2期）（2006年 - 2007年、リリアン、ホイ）
- BLACK BLOOD BROTHERS（望月コタロウ、アリス・イヴ）
- BLACK LAGOON The Second Barrage（ヘンゼル）
- 名探偵コナン（2006年 - 2012年、久津梢子、松原千春、浦船正男）
- 夢使い（実相寺悟）
- RED GARDEN（スーザン）

2007年
- 銀魂（2007年 - 2018年、たま / 芙蓉 伊-零號試作型） - 4シリーズ
- 月面兎兵器ミーナ（弥生ミーナ）
- ゴーストハント（森まどか）
- しゅごキャラ!（2007年 - 2008年、鈴木誠一郎） - 2シリーズ
- Myself ; Yourself（八代菜々恵）

2008年
- あたしンち（サトシ）
- ケロロ軍曹（ロボぽん）
- 忍たま乱太郎（2008年 - 2009年、リン太郎、ヒゲの王子）
- はっけん たいけん だいすき! しまじろう（2008年 -、しまじろう、りり） - 3シリーズ
- まかでみ・WAっしょい!（寒河江教授）

2009年
- キディ・ガーランド（ドヴェルグ）
- GA 芸術科アートデザインクラス（宇佐美真由実）
- ねぎぼうずのあさたろう（豆吉）

2011年
- みつどもえ 増量中!（吉岡紗江子）

2012年
- これはゾンビですか? オブ・ザ・デッド（妄想ユー）
- ZETMAN（中田一郎）

2013年
- 東京レイヴンズ（烏天狗）

2014年
- お姉ちゃんが来た（早坂ルリ、妄想友A）

2015年
- 学戦都市アスタリスク（2015年 - 2016年、范星露） - 2シリーズ

2016年
- 無彩限のファントム・ワールド（マルコシアス、クトゥルー、生徒、子供晴彦）

2017年
- この素晴らしい世界に祝福を!2（女の子 / 入信書の女の子）
- 鬼灯の冷徹（メシア）

2018年
- パズドラ（2018年 - 2020年、カズ）
- TO BE HEROINE（二次元世界の子〈超オジ〉）

2022年
- 令和のデ・ジ・キャラット（2022年 - 2023年、皆川拓郎、面茶きよし）

2025年
- 3年Z組銀八先生（たま）

### 劇場アニメ
1996年
- トイレの花子さん（冒頭の声）

1998年
- 機動戦艦ナデシコ -The prince of darkness-（ホシノ・ルリ）
- MAZE☆爆熱時空 天変脅威の大巨人（ヨン・デル）

2000年
- 映画おじゃる丸 約束の夏 おじゃるとせみら（アカネ）
- ドラえもん のび太の太陽王伝説（子供）

2001年
- Di Gi Charat 星の旅（皆川拓郎）
- ドラミ&ドラえもんズ 宇宙ランド危機イッパツ!（ピノ）

2002年
- 劇場版 サルゲッチュ 黄金のピポヘル・ウッキーバトル（ピポッチ）
- ドラえもん のび太とロボット王国（アリス）

2006年
- 銀色の髪のアギト（ミンカ）

2011年
- 映画 スイートプリキュア♪ とりもどせ! 心がつなぐ奇跡のメロディ♪（スズ）

2013年
- 劇場版 銀魂 完結篇 万事屋よ永遠なれ（たま / 芙蓉 伊-零號試作型）
- 劇場版しまじろう シリーズ（2013年 - 2022年、縞野しまじろう） - 9作品

2017年
- コードギアス 反逆のルルーシュ I・II（2017年 - 2018年、ユーフェミア・リ・ブリタニア） - 2作品

2021年
- 銀魂 THE FINAL（たま）

### OVA
1987年
- サーキット・エンジェル 〜決意のスターティング・グリッド〜（店員）

1990年
- 機動戦士SDガンダム MARK-IV（子供シャア）※VHS版のみ

1991年
- ここはグリーン・ウッド（少女B）

1992年
- 元気爆発ガンバルガー百科（風祭鷹介）
- 続なにわ遊侠伝（富士夫〈子供時代〉）
- はれときどきぶたの交通安全（畠山則安）

1994年
- 鬼切丸（ユウ）
- 覇王大系リューナイト アデュー・レジェンド（魔女A）

1996年
- BRONZE ZETSUAI since 1989（渋谷まどか）
- 宝魔ハンターライム（ちゅーしゃきんぐ）

1997年
- VS騎士ラムネ&40FRESH（オペレーターA）
- まじかるマホ（フキオ）

1998年
- ゲキ・ガンガー3 熱血大決戦!!（国分寺ナナコ、ホシノ・ルリ）

1999年
- 学校がこわい!（マツ子）
- はれときどきぶたの地震用心日記（畠山則安）

2000年
- 伝心 まもって守護月天!（遠藤乎一郎）
- 無限のリヴァイアス（カラボナ）

2001年
- アンジェリーク聖地より愛を込めて（ファルゥ）
- 鋼鉄天使くるみ零（エクセリア）
- ハイパー無軌道オリジナル・ビデオ・アニメーション ぷにぷに☆ぽえみぃ（我々守思惟）

2003年
- がぁーでぃあんHearts（ポワワ）
- Di Gi Charat劇場 ぴよこにおまかせぴょ!
- 円盤皇女ワるきゅーレ SPECIAL（時野リカ）

2004年
- せんせいのお時間 ご〜るど（鈴木みか）
- Phantom -PHANTOM THE ANIMATION-（アイン）

2005年
- がぁーでぃあんHearts ぱわ〜あっぷ!（ポワワ）
- 円盤皇女ワるきゅーレ 星霊節の花嫁（時野リカ）

2008年
- やなせたかしメルヘン劇場 わらうぼうし リトル・ボオ（リトル・ボオ）

2011年
- カーニバル・ファンタズム（弓塚さつき、幼女系青茸怪人「フォレストみそみ」）

2012年
- コードギアス 反逆のルルーシュ ナナリーinワンダーランド（ユーフェミア・リ・ブリタニア）

### Webアニメ
- 狐のお嫁ちゃん（2025年、お嫁ちゃん）

### ゲーム
1993年
- ソードマスター（ミリア、クム）

1996年
- 王国のグランシェフ

1997年
- アルバレアの乙女（ハンナ・デュランダール）
- 機動戦艦ナデシコ 〜やっぱり最後は「愛が勝つ」?〜（ホシノ・ルリ）
- 銀河お嬢様伝説ユナ3 LIGHTNING ANGEL（白香）
- Queens Road（セシリア・アルセア）
- シルエットミラージュ（クロッド）
- 無人島物語R（漆崎柚香）
- 悠久幻想曲（クリストファー・クロス）

1998年
- エーベルージュ2（ランツ・ルシヨン）
- エリーのアトリエ 〜ザールブルグの錬金術士2〜（ユーリカ・イェーダ）
- 快速天使（リンゴ売り、風霊術士）
- 機動戦艦ナデシコ The blank of 3years（ホシノ・ルリ、国分寺ナナコ）
- 新世代ロボット戦記ブレイブサーガ（原島タクヤ）
- 精霊召喚 〜プリンセス オブ ダークネス〜（マーム）
- ツインビーRPG（フィーレン）
- ブレイズ&ブレイド Blaze&Blade 〜Eternal Quest〜（ウィザード）
- みさきアグレッシヴ!（杠美咲）
- 名探偵コナン（里沙、宮沢〈少年〉）
- ゆうわくオフィス恋愛課（神崎真菜）
- 6インチまいだーりん（エトセラ）

1999年
- アイドル雀士を作っちゃおう?（クレアα）
- いつか、重なりあう未来へ（オーク・アズラーウェル、ファン・アズラーウェル）
- 輝く季節へ（柚木詩子）
- 北へ。White Illumination（桜町由子）
- 機動戦艦ナデシコ NADESICO THE MISSION（ホシノ・ルリ）
- 後夜祭（池田恵理子）
- 神機世界エヴォリューション（マグ・ランチャー）
- 神機世界エヴォリューション2 遠い約束（マグ・ランチャー）
- トゥルーラブストーリー2（安藤桃子）
- 封神領域エルツヴァーユ（幽祢）
- まぼろし月夜（鳴海理央）

2000年
- 華蘭虎龍学園 どきどき編（南葉琴葉）
- Sorcerous Stabber ORPHEN 魔術士オーフェン（マジク）
- テイルズ オブ エターニア（メルディ）
- ブレイブサーガ2（原島タクヤ）

2001年
- Apocripha/0（プラム）
- グローランサーIII（モニカ・アレン）
- スタートリングアドベンチャーズ 空想3×大冒険（ピイコ ヒカル）
- Fragrance Tale（リアム）
- Missing Blue（綺雲エリス）
- ルナ・ウイング 〜時を越えた聖戦〜（セシル）

2002年
- サルゲッチュ2（ピポッチ）
- スーパーロボット大戦IMPACT（ホシノ・ルリ）
- テイルズ オブ ザ ワールド なりきりダンジョン2
- テイルズ オブ ファンダム Vol.1（メルディ）
- ときめきメモリアル Girl's Side（紺野珠美）
- Phantom -PHANTOM OF INFERNO- DVD-PG,PS2（アイン）
- ポポロクロイス はじまりの冒険（ピノン）
- 雪語り（高荷朔夜）

2003年
- Angelic Vale（エリーゼ）
- SUNRISE WORLD WAR Fromサンライズ英雄譚（鷹介）
- テイルズ オブ シンフォニア（メルディ）※闘技場でのゲスト出演
- Princess Holiday 〜転がるりんご亭千夜一夜〜（ディアナ・ペシュカ・ホリー・エリンギ）※DC版・PS2版に登場

2004年
- 鬼武者3（阿児）
- スーパーロボット大戦MX（ホシノ・ルリ）
- ステラデウス（プリエ）
- ポポロクロイス 月の掟の冒険（ピノン）
- MELTY BLOOD Re・ACT（弓塚さつき）

2005年
- スーパーロボット大戦MX ポータブル（ホシノ・ルリ）
- テイルズ オブ ザ ワールド なりきりダンジョン3
- DUEL SAVIOR DESTINY（リコ・リス）
- NAMCO x CAPCOM（小牟）
- MELTY BLOOD Act Cadenza（弓塚さつき）

2006年
- Another Century's Episode 2（ホシノ・ルリ）
- カオスウォーズ（モニカ）
- シールオンラインTCG（エメリーム）
- 式神の城III（エミリオ・スタンベルク）
- ゼーガペイン XOR（メイヴェル・トランスフェイル）
- R.O.H.A.N（ハーフエルフ女性）

2007年
- Another Century's Episode 3 THE FINAL（ホシノ・ルリ）
- オーディンスフィア（メリル）
- おじゃる丸DS おじゃるとおけいこ あいうえお（アカネ、ニコリン坊）
- みんなのGOLF 5（シュンペイ）

2008年
- コードギアス 反逆のルルーシュ LOST COLORS（ユーフェミア・リ・ブリタニア）
- コードギアス 反逆のルルーシュ R2 盤上のギアス劇場（ユーフェミア・リ・ブリタニア）
- スーパーロボット大戦A ポータブル（ホシノ・ルリ）
- 無限のフロンティア スーパーロボット大戦OGサーガ（小牟）
- MELTY BLOOD Actress Again（弓塚さつき）

2009年
- 朧村正（紺菊）
- スーパーロボット大戦NEO（風祭鷹介）

2010年
- GA 芸術科アートデザインクラス Slapstick WONDER LAND（宇佐美真由実）
- 無限のフロンティアEXCEED スーパーロボット大戦OGサーガ（小牟）

2011年
- Starry☆Sky 〜After Summer〜（金久保奏）
- テイルズ オブ ザ ワールド レディアント マイソロジー3（メルディ）
- みらくる☆パーティー -不思議の幻想郷2-（洩矢諏訪子、紅美鈴）
- 勇現会社ブレイブカンパニー（小牟）

2012年
- 鬼武者Soul
- ヒーローズファンタジア（マジク・リン）
- PROJECT X ZONE（小牟）
- みらくる超パーティー -早苗と天子の幻想迷宮-（洩矢諏訪子、魂魄妖夢）
- 嫁コレ（ホシノ・ルリ）

2013年
- 銀魂のすごろく（たま / 芙蓉 伊-零號試作型）
- スーパーロボット大戦Operation Extend（風祭鷹介）
- テイルズ オブ シンフォニア ユニゾナントパック（メルディ）

2014年
- テイルズ オブ ザ ワールド レーヴ ユナイティア（メルディ）
- 不思議の幻想郷3（秦こころ）
- 落桜散華抄（雨宮夏希）

2015年
- スーパーロボット大戦BX（ホシノ・ルリ）
- 不思議の幻想郷 -THE TOWER OF DESIRE-（秦こころ）
- PROJECT X ZONE 2：BRAVE NEW WORLD（小牟）
- ワルキューレの冒険 時の鍵伝説withシャオムゥ（小牟）

2016年
- 学戦都市アスタリスクフェスタ 煌めきのステラ（范星露）
- 不思議の幻想郷 TOD RELOADED（洩矢諏訪子）

2017年
- 逆転オセロニア（アリババ）
- スーパーロボット大戦X-Ω（2017年 - 2020年、ホシノ・ルリ）
- スーパーロボット大戦V（ホシノ・ルリ）
- テイルズ オブ ザ レイズ（メルディ）

2018年
- 銀魂乱舞（たま）
- クイズRPG 魔法使いと黒猫のウィズ（ユーフェミア・リ・ブリタニア）

2019年
- スーパーロボット大戦T（ホシノ・ルリ）
- 不思議の幻想郷 -ロータスラビリンス-（洩矢諏訪子 他）

2020年
- ファイナルギア -重装戦姫-（ミシェリア）

2021年
- ブラック・サージナイト（愛宕）
- コードギアス Genesic Re;CODE（2021年 - 2022年、ユーフェミア・リ・ブリタニア）

2022年
- Fate/Grand Order（2022年 - 2023年、太歳星君〈少年〉）
- コードギアス 反逆のルルーシュ ロストストーリーズ（2022年 - 2023年、ユーフェミア・リ・ブリタニア）
- 東方ダンマクカグラ（埴安神袿姫）

2023年
- あんさんぶるスターズ!! Music / Basic（遊木真〈幼少期〉） - 2作品
- BATSUGUN EXAレーベル（アルティーノ・トリューデュ）

2024年
- 不思議の幻想郷 -FORESIGHT-（魂魄妖夢、紅美鈴）
- スーパーロボット大戦DD（ホシノ・ルリ）

### ドラマCD
- 愛犬わをん（信田ミコ）
- 秋桜の空に（野々宮美影）
- Apocripha/0（プラム）
- EREMENTAR GERAD The Flag of Blue Sky The original（アシェア〈アシェアブルカ・フアジャール〉）
- 黄金勇者ゴルドラン（原島タクヤ）
  - 総天然色CD大活劇「ワルター・ワルザックの大冒険」
  - CDサウンド・ムービー・ショウ 華麗な探偵 ワルザック・ブラザーズ〜死神の逆位置
- お迎えです。（ゆずこ）
- がぁーでぃあんHearts（ポワワ）
  - がぁーでぃあんHearts ぱわ〜あっぷ!（ポワワ）
- カオシックルーン（朽葉ユラ）
- 狐のお嫁ちゃん（お嫁ちゃん）
- キーリ（ベッカ）
- Queens Road－外伝－オラシオンは燃えているか!
- コードギアス 反逆のルルーシュ Sound Episode 4、5、6巻（ユーフェミア・リ・ブリタニア）
- 上海妖魔鬼怪（スーアン）
- スターオーシャン セカンドストーリー 深き夜の王（ティア）
- 世界でいちばん大嫌い（秋吉一久〈9歳〉）
- ZONE-00 シリーズ（黒薔薇〈幼少期〉）
  - ZONE-00 劇-I section CHERRY
  - ZONE-00 劇-II section KNIGHT
- tactics（むーちゃん、レイコ）
- 翼を持つ者（アデリィート・ウィルソン）
- テイルズ オブ エターニア シリーズ（メルディ、ネレイド）
  - テイルズ オブ エターニア -LEVEL ONE-
  - テイルズ オブ エターニア -LEVEL TWO-
  - テイルズ オブ エターニア -LEVEL THREE-
  - テイルズ オブ エターニア -LEVEL FOUR-
  - テイルズ オブ エターニア -LEVEL FINAL-
  - テイルズ オブ エターニア Labyrinth 〜forget-me-not〜 上巻
  - テイルズ オブ エターニア Labyrinth 〜forget-me-not〜 下巻
- 天からトルテ!（海原慧太）
- To Heart Piece of Heart（田沢圭子）
- ときめきメモリアル 彩のラブソング with you vol.1、3、4、5（芳井朋子）
- 飛べ!イサミ FOREVER 〜最後の夏休み〜（白天狗）
- ファイアーウーマン纏組（メロン）
- フルメタル・パニック! 通販限定ドラマCDシリーズ（テレサ・テスタロッサ）
- 魔術士オーフェン（マジク）
- まもって守護月天!（離珠・初代）
- やえかのカルテ（本草やえか）

### カセットブック
- アニメイトカセットコレクション 機動戦艦ナデシコ 「ナデシコ対ゲキ・ガンガー対宇宙人」……って、オイ!?（ホシノ・ルリ、ナナコ[75]）
- アニメイトカセットコレクション 機動戦艦ナデシコ 2 ナデシコ・ばらえてい(仮題)（ホシノ・ルリ）
- アニメイトボイスカセット 機動戦艦ナデシコ　ナデシコクルー編（ルリ）

### 吹き替え

#### 映画
- ベイビー・トーキング（スライ&ウィット）

#### ドラマ
- X-FILE（ジェシー）55話
- 刑事ナッシュ・ブリッジス 第1シーズン #5
- CSI:科学捜査班（ハンナ・ウェスト〈ジュリエット・ゴリア〉）シーズン6 #18・シーズン8 #7
- 犯罪捜査官ネイビーファイル（トレバー）#17
- ふたりはふたご（ジャレッド）#22
- フルハウス（ステファニー・ジューディス・タナーの行った病院の患者）
- 愉快なシーバー家（ケリー、ニセのベン）#13 #53

#### アニメ
- アラジンの大冒険（光の精）
- おもちゃの国のノディ（ブリキのネズミ）
- キャッツ&カンパニー（ベントン夫人）
- ぞうのババール（アレクサンダー）
- トムとジェリー（クワッカー）※VHS・DVD版
- 小さな森の精 あいあむ!スマーフ（ハンディ）
- ビーバー・パパのお話（アルプ）
- 凹凸世界（2019年、ライナ[76]）

### ラジオ
- テイルズリング エターニア（TBSラジオ）※終了
- テイルズリング（文化放送）※終了
- テイルズリングぷらす（仮）（アニメイトTV） ※終了
- 南央美のせんせいのお時間（ラジオNIKKEI第1）※終了
- 南央美のヒーリングルーム（ラジオNIKKEI第1 毎週日曜20:00-20:30）※2006年12月31日終了

### その他コンテンツ
- サンリオキャラクター ポチャッコ（チョッピ）
- シーズンアップ デスクトップコレクション Vol.1 天使のおしごと（1997年、エリナ〈リルエルシャナス〉）
- ギャグマンガ日和（ジャンプフェスタ版）（子供）
- ダイショーサイト内のキャラクター（主婦子さん、カルビ侍）
- 東京ディズニーシー（ダッフィー〈2代目〉）
- パチスロ『ゼーガペイン2』（2022年、メイヴェル・トランスフェイル[77]）

## ディスコグラフィ

### シングル
| 枚  | 発売日       | タイトル     | 規格品番 | 最高位 |
| --- | ------------ | ------------ | -------- | ------ |
| 1st | 2002年3月6日 | 君のあしたへ |          |        |

### アルバム
| 枚  | 発売日        | タイトル                         | 規格品番 | 最高位 |
| --- | ------------- | -------------------------------- | -------- | ------ |
| 1st | 1996年2月21日 | Planets〜五月の織姫〜            |          |        |
| 2nd | 1998年2月25日 | ラプソディ〜ひ・と・り・ご・と〜 |          |        |
| 3rd | 2005年3月9日  | ぷりんとおさんぽ                 |          |        |

### 音楽CD
1999年
- 電子の妖精（ホシノルリ名義、8月27日）

2002年
- せんせいのお時間 主題歌コレクション(10月17日)

2011年
- しまじろう みんなで クリスマスパーティ!（11月9日）

## 出版
- おみたま通販便（共著：ももせたまみ、2004年5月、竹書房） ISBN 4-8124-5957-5
- おみたま通販便2（共著：ももせたまみ、2007年11月、竹書房） ISBN 978-4-8124-5957-7
- おみたま通販便2特装版（共著：ももせたまみ、2007年11月、竹書房） ISBN 978-4-8124-6754-1
- おさんぽさんぽ（フォト&エッセイ集）（共著：谷尚樹、2000年9月、徳間書店） ISBN 4-19-720130-3
- おみたま通販便finale（共著：ももせたまみ、2011年11月、竹書房） ISBN 978-4-8124-7680-2

### シリーズ一覧
1. ↑  第1期（1998年 - 1999年）、第2期『Revenge』（1999年 - 2000年）
2. ↑  第1期（1999年）、第2期『2人の女王様』（1999年）
3. ↑  『デ・ジ・キャラット』（1999年）、『サマースペシャル』（2000年8月22日・23日）、『クリスマススペシャル』（2000年12月16日）、『お花見すぺしゃる』（2001年4月6日）、『なつやすみスペシャル』（2001年8月2・3日）
4. ↑  第1期（2002年）、第2期『十二月の夜想曲』（2003年）
5. ↑  第1シリーズ（2002年 - 2003年）、第2シリーズ『AXESS』（2004年）、第4シリーズ『BEAST』（2006年）
6. ↑  第1期（2007年 - 2010年）、第2期『銀魂’』（2011年 - 2012年）、第2期延長戦『銀魂’延長戦』（2012年）、第3期『銀魂ﾟ』（2015年）、第4期『銀魂.』（2017年 - 2018年）
7. ↑  第1期（2007年 - 2008年）、第2期『しゅごキャラ!! どきっ』（2008年）
8. ↑  『はっけん たいけん だいすき! しまじろう』（2008年 - 2010年）、『しまじろう ヘソカ』（2010年 - 2012年）、『しまじろうのわお!』（2012年 - ）
9. ↑  1st SEASON（2015年）、2nd SEASON（2016年）
10. ↑  第1作『劇場版しまじろうのわお! しまじろうとフフのだいぼうけん 〜すくえ!七色の花〜』（2013年）、
第2作『劇場版しまじろうのわお! しまじろうとくじらのうた』（2014年）、
第3作『劇場版しまじろうのわお! しまじろうとおおきなき』（2015年）、
第4作『劇場版しまじろうのわお! しまじろうとえほんのくに』（2016年）、
第5作『劇場版しまじろうのわお! しまじろうと にじのオアシス』（2017年）、
第6作『映画しまじろう まほうのしまのだいぼうけん』（2018年）、
第7作『映画しまじろう しまじろうとうるるのヒーローランド』（2019年）、
第8作『映画しまじろう しまじろうとそらとぶふね』（2021年）、
第9作『映画しまじろう しまじろうとキラキラおうこくのおうじさま』（2022年）